# Огородников, Дмитрий Вадимович
Дмитрий Вадимович Огородников (29 февраля 1964, Куйбышев, РСФСР, СССР — 22 мая 2000, Тольятти, Самарская область, Россия) — российский деятель правоохранительных органов, майор милиции, с 1996 года начальник городского отделения уголовного розыска управления внутренних дел (ГУВД) Тольятти, известный тем, что расследовал многие громкие уголовные дела, связанные с тольяттинскими ОПГ во время Тольяттинской криминальной войны.

## Биография
Родился 29 февраля 1964 года в Куйбышеве. C 1978 года член ВЛКСМ. В 1984 году, после окончания армейской службы, начал работать милиционером отдельного дивизиона конвойной службы УВД города Тольятти. В сентябре 1984 года был принят на службу в ОВД. Проходил службу в должности начальника отделения по раскрытию убийств отдела уголовного розыска ГУВД Тольятти. В 1989 году он стал оперуполномоченным уголовного розыска Центрального РУВД. В 1990 году окончил Елабужскую средне-специальною школу МВД СССР.
13 марта 1993 года в Тольятти около гостиницы «Жигули» завязалась перестрелка между участниками двух тольяттинских преступных группировок, в которой участвовало более 70 человек. Вызванный на место происшествия Огородников, вооружённый одним пистолетом, сумел в одиночку остановить перестрелку. В 1994 году начал работать старшим оперуполномоченным по борьбе с организованной преступностью УВД города Тольятти. К тому времени в Тольятти практически все коммерческие структуры были под контролем преступных группировок. Покончить с тольяттинским криминалом стало для Огородникова делом чести. Он считался главным в Тольятти специалистом по борьбе с организованной преступностью.
По воспоминаниям знавших Огородникова людей, он имел решительный и неуживчивый характер, привычку поступать по-своему и прямо говорить о том, что думает. Однажды, войдя в кафе, Огородников увидел известного бандита, которого охранял сотрудник СОБРа. Огородников спросил его:
«Ты офицер или как? Почему бандита охраняешь?»
Собровец ответил, что ему приказало начальство. Тогда в УБОПе создали охранный отдел, и бойца СОБРа могли выделить на определённых условиях практически любому. Между Огородниковым и сотрудником СОБРа завязалась перепалка, переросшая в драку, в которой победил Огородников. В том же году несколько коммерческих фирм, подконтрольных группировке Игоря Сиротенко, пользуясь поддельными банковскими документами, выгнали с ВАЗа более 4 тысяч автомобилей. Продав машины, бандиты превратили деньги в валюту и подготовили их к вывозу за рубеж. Речь шла о сумме в 15 миллионов долларов. Об этой операции стало известно «шестому» отделу, который взялся за разработку преступной группировки Сиротенко по этому направлению. Одну из основных ролей в данной разработке исполнил Дмитрий Огородников. В Москве он арестовывал Игоря Сиротенко. Кроме того, Огородников вместе с другим оперативником Дичанкиным изъял и вернул на АвтоВАЗ пять миллионов долларов, вырученных «сиротенковскими» бандитами от этой сделки. Активный участник этого преступления, директор фирмы «Вали» Старков был позже осуждён за мошенничество и убийство. Пять миллионов долларов Огородников привёз в Тольятти и сдал своему начальству под опись.
Следующим знаковым делом для Огородникова было дело так называемой «татарской» преступной группировки. В войну, развязавшуюся между Напарниковской и Волговской ОПГ, втягивались всё новые криминальные силы. Было совершено несколько убийств. На раскрытие этих преступлений были брошены лучшие силы милиции. Огородникову довольно быстро удалось установить, что корни всех совершённых преступлений надо искать в фирме «Ялкын», занимавшихся отгрузкой запчастей с Головного центра запасных частей и подконтрольной «татарской» ОПГ. Дальнейшая оперативная работа показала, что сотрудники этой фирмы занимаются не только реализацией запчастей, взаимозачётами и скупкой акций тольяттинских предприятий, но и хранят наркотики и оружие. Огородникову удалось установить, что сотрудники «Ялкына» имеют в арсенале пять автоматов «Хеклер-Кох», два АКМ и один «Скорпион», автоматическую винтовку, пять ПМ и «Вальтер».
В октябре 1995 года Огородников уже знал местонахождение оружейного склада, фамилии заказчиков и исполнителей убийств. 23 февраля следующего года благодаря работе Огородникова были арестованы директор «Ялкына» Гакиль Исмаилов и непосредственные исполнители убийств Раумис Хамидуллин, Сергей Смуров, Алексей Рогожкин и Камиль Еникеев. Все они получили длительные сроки заключения. В период расследования дела «Ялкына» на Огородникова было совершено первое покушение. Возвращаясь домой, он заметил в своём подъезде подозрительного человека. Огородников без труда скрутил его. При обыске у задержанного Огородников изъял пистолет и женский парик.
В 1996 году Огородников окончил Саратовскую Высшую школу МВД РФ. В том же году он стал начальником отделения уголовного розыска УВД Тольятти. В конце этого года к тольяттинским оперативникам обратились их коллеги из Рязани, которые вели следствие в отношении одной из самых мощных преступных группировок страны — Слоновской. Удалось установить факты того, что участники Слоновской ОПГ выезжали в Тольятти для совершения там заказных убийств. Была создана межрегиональная следственная группа, в которую вошёл и Огородников. Возглавлявший группу следователь по особо важным делам Рязанской областной прокуратуры Дмитрий Плоткин так охарактеризовал профессиональные качества Огородникова:
Меня поразила тогда интуиция Огородникова. По малейшим штрихам он вспоминал, где какие были убийства и существует ли привязка к той информации, которую мы получили
В феврале 1997 года на Огородникова было совершенно новое покушение. Его автомобиль остановили три человека, один из них достал пистолет. Огородников скрутил нападавших, уложил их на заднее сиденье своего автомобиля и отвёз в милицию.
Позже на Огородникова было совершено ещё одно покушение. Когда он подходил к своему дому, неизвестный киллер стал стрелять в него из-за деревьев. Огородников открыл ответный огонь, но был ранен. Убийца скрылся, не доведя задуманное до конца. Тяжело раненый Огородников позвонил в милицию и сообщил о покушении. Огородников был доставлен в больницу, где чудом выжил.

### Убийство
22 мая 2000 года белый ВАЗ-2110, на котором Огородников ехал на работу, неподалёку от здания УВД догнал ВАЗ-2105, в котором ехали киллеры волговской группировки. Убийцы открыли огонь сразу из двух автоматов и изрешетили машину оперативника — в неё попало 28 пуль. Огородников погиб на месте. Убийство произошло на глазах у десятков свидетелей. Они подробно описали одного из киллеров, а также сообщили милиции номера автомобиля преступников. Машина вскоре была найдена на окраине города: убийцы оставили в машине оружие и подожгли её.
В марте 2001 года убийцы Дмитрия Огородникова были арестованы и впоследствии приговорены к длительным срокам заключения.
В августе 2002 года начался суд над десятью членами Волговской ОПГ. Судом было доказано 19 эпизодов заказных убийств и покушений. Были осуждены, в числе прочих, исполнители преступлений Алексей Булаев и Сергей Иванов («Уткороботы»), Сергей Сидоренко, Александр Гаранин и Ильдус Измайлов. Рядом с убийцами на скамье подсудимых сидел бывший сотрудник ГИБДД Ставропольского района города Виктор Султанов — по мнению следствия, он помогал преступникам скрываться от преследования милиции после выполнения заказов. Кроме того, задержан брат одного из убийц, оперативник уголовного розыска Автозаводского РУВД Алексей Сидоренко. Его также обвиняли в совершении заказного убийства. В 2003 году все члены ОПГ получили длительные сроки лишения свободы — четверо приговорены к пожизненному заключению, а ещё шестеро получили от 2 до 25 лет колонии.
Похоронен в Тольятти, на Баныкинском кладбище.

## Документальные передачи
Деятельность Дмитрия Огородникова показана в документальном цикле «Криминальная Россия» в выпусках «Жигулёвская битва» и «Битва при Жигулях». При этом выпуск «Битва при Жигулях» полностью сосредоточен на обстоятельствах и раскрытии убийства Огородникова.
Также об Огородникове рассказывается в цикле «Россия Криминальная» на телеканале РЕН ТВ в фильме «Конвейер смерти».
Об Огородникове также упоминается в документальном фильме «Милиция в 90-х» на канале «Россия 90х» на YouTube.